# Đông Cửu
Đông Cửu là một xã thuộc huyện Thanh Sơn, tỉnh Phú Thọ, Việt Nam.
Xã Đông Cửu có diện tích 36,55 km², dân số năm 1999 là 2812 người, mật độ dân số đạt 77 người/km².